# Nidia Moirano
Nidia Alicia Moirano (9 de enero de 1951, Oriente, provincia de Buenos Aires, Argentina) es una abogada y política argentina, exsenadora de la provincia de Buenos Aires por la sexta sección electoral entre 2011-2023. 
Tras superar las elecciones primarias de 2023, se convirtió en la candidata a intendente de cara a las elecciones municipales del partido de Bahía Blanca en 2023 por parte de la alianza Juntos por el Cambio.

## Biografía
Nacida en 1951 en la ciudad de Oriente, a la edad de 9 años se mudó a la ciudad de Bahía Blanca.
Allí realizó sus primeros años de secundario, culminándolos en la ciudad de La Plata, ciudad donde también se egresó de abogada en la Universidad Nacional de la misma ciudad en el año 1975.
De regreso a la ciudad de Bahía Blanca, se desempeñó hasta el 2011 en la actividad privada en un estudio jurídico de la ciudad. También,  de 1987 a 2010 fue Juez, fiscal y defensor Ad hoc ante los Juzgados Federales 1 y 2 de Bahía Blanca y ante la Cámara Federal de Bahía Blanca. A su vez, Entre 2008 y 2012 integró el Consejo Directivo del Colegio de Abogados de Bahía Blanca.
Es directora de manera voluntaria del Hogar de Ancianos "Adelino Gutiérrez" de Bahía Blanca.

### Actividad política
En 2011 se postuló para su primer cargo político y accede a una banca en la Cámara de Senadores de la provincia de Buenos Aires, ocupando el 2.º lugar en la lista de candidatos de la alianza Unión para el Desarrollo Social.
En 2015 logra la reelección a su banca en representación de Cambiemos. Hasta el año 2020, era una de las legisladoras de la cámara alta bonaerense poseedoras de mayor patrimonio, según datos públicos de su declaración jurada.
En 2019 llega a su tercer período como senadora con Juntos por el Cambio. Durante ese periodo como senadora, es designada Vicepresidente de la Comisión de Asuntos Constitucionales y Acuerdos.
En 2020 juró como consejera titular en representación del Poder Legislativo en el Consejo de la Magistratura de la provincia de Buenos Aires. Sin embargo, en 2022 presentó la renuncia y pasó a ser Consejera Suplente.
Fue una de las principales armadoras de Cambiemos en Bahía Blanca y la Sexta Sección en el año 2015 junto a Santiago Nardelli, anotándose como propio el triunfo de Héctor Gay en las elecciones municipales de Bahía Blanca.
En sus años como senadora provincial, presentó 147 proyectos de ley.

#### Candidata a Intendenta de Bahía Blanca 2023
En el año 2023, lanzó su precandidatura para la intendencia de Bahía Blanca dentro del espacio Juntos por el Cambio por el sector de la precandidata a presidenta Patricia Bullrich, la Fuerza del Cambio, compitiendo a nivel local con el senador provincial Andrés De Leo, afín al precandidato presidencial Horacio Rodríguez Larreta.Ganó la interna de Juntos por el Cambio en las PASO de manera ajustada, obteniendo el 51,18% (26.372 votos) de los votos de la interna contra el 48,82% (25.316 votos) de De Leo. En las elecciones generales de octubre, se ubicó en tercer lugar detrás de Federico Susbielles (candidato de Unión por la Patria) y Oscar Liberman (candidato de La Libertad Avanza). Moirano obtuvo el 24,97% de los votos frente al 36,66% de Susbielles y el 32,37% de Liberman.

### Historia electoral

#### 2011
| Senado de la provincia de Buenos Aires Resultados 6.ª Sección Electoral 6 Senadores | Senado de la provincia de Buenos Aires Resultados 6.ª Sección Electoral 6 Senadores | Senado de la provincia de Buenos Aires Resultados 6.ª Sección Electoral 6 Senadores | Senado de la provincia de Buenos Aires Resultados 6.ª Sección Electoral 6 Senadores | Senado de la provincia de Buenos Aires Resultados 6.ª Sección Electoral 6 Senadores | Senado de la provincia de Buenos Aires Resultados 6.ª Sección Electoral 6 Senadores                 |
| Partido/Alianza                                                                     | Partido/Alianza                                                                     | Votos                                                                               | %                                                                                   | Bancas                                                                              | Electos                                                                                             |
| ----------------------------------------------------------------------------------- | ----------------------------------------------------------------------------------- | ----------------------------------------------------------------------------------- | ----------------------------------------------------------------------------------- | ----------------------------------------------------------------------------------- | --------------------------------------------------------------------------------------------------- |
|                                                                                     | Frente para la Victoria                                                             | 185.247                                                                             | 47,81                                                                               | 4/6                                                                                 | 1. Diana Isabel Larraburu 2. Enrique Alejandro Dichiara 3. Silvia Raquel Pérez 4. Jorge Raúl Ruesga |
|                                                                                     | Unión para el Desarrollo Social                                                     | 85.248                                                                              | 22,00                                                                               | 2/6                                                                                 | 1. Horacio Luis López 2. Nidia Alicia Moirano                                                       |
|                                                                                     | Frente Amplio Progresista                                                           | 44.978                                                                              | 11,61                                                                               |                                                                                     | |
|                                                                                     | Compromiso Federal                                                                  | 19.143                                                                              | 4,94                                                                                |                                                                                     | |
|                                                                                     | Frente Popular                                                                      | 18.877                                                                              | 4,87                                                                                |                                                                                     | |
|                                                                                     | Nuevo Encuentro                                                                     | 12.234                                                                              | 3,16                                                                                |                                                                                     | |
|                                                                                     | Frente de Izquierda y de los Trabajadores                                           | 11.577                                                                              | 2,99                                                                                |                                                                                     | |
|                                                                                     | Coalición Cívica ARI                                                                | 10.160                                                                              | 2,62                                                                                |                                                                                     | |
| Votos positivos                                                                     | Votos positivos                                                                     | 387.464                                                                             | 83,92                                                                               |                                                                                     | |
| Votos en blanco                                                                     | Votos en blanco                                                                     | 70.898                                                                              | 15,36                                                                               |                                                                                     | |
| Votos nulos                                                                         | Votos nulos                                                                         | 3.341                                                                               | 0,72                                                                                |                                                                                     | |
| Participación                                                                       | Participación                                                                       | 461.703                                                                             | 79,07                                                                               |                                                                                     | |
| Electores registrados                                                               | Electores registrados                                                               | 583.936                                                                             | 100                                                                                 |                                                                                     | |

#### 2015
| Senado de la provincia de Buenos Aires Resultados 6.ª Sección Electoral 6 Senadores | Senado de la provincia de Buenos Aires Resultados 6.ª Sección Electoral 6 Senadores | Senado de la provincia de Buenos Aires Resultados 6.ª Sección Electoral 6 Senadores | Senado de la provincia de Buenos Aires Resultados 6.ª Sección Electoral 6 Senadores | Senado de la provincia de Buenos Aires Resultados 6.ª Sección Electoral 6 Senadores | Senado de la provincia de Buenos Aires Resultados 6.ª Sección Electoral 6 Senadores             |
| Partido/Alianza                                                                     | Partido/Alianza                                                                     | Votos                                                                               | %                                                                                   | Bancas                                                                              | Electos                                                                                         |
| ----------------------------------------------------------------------------------- | ----------------------------------------------------------------------------------- | ----------------------------------------------------------------------------------- | ----------------------------------------------------------------------------------- | ----------------------------------------------------------------------------------- | ----------------------------------------------------------------------------------------------- |
|                                                                                     | Cambiemos Buenos Aires                                                              | 203.190                                                                             | 47,31                                                                               | 4/6                                                                                 | 1. Nidia Alicia Moirano 2. Horacio Luis López 3. Andrés De Leo 4. Julieta María Centeno Lascano |
|                                                                                     | Frente para la Victoria                                                             | 126.889                                                                             | 29,54                                                                               | 2/6                                                                                 | 1. Federico Esteban Susbielles 2. Juan Manuel Pignocco                                          |
|                                                                                     | Unidos por una Nueva Alternativa                                                    | 63.424                                                                              | 14,77                                                                               |                                                                                     |                                                                                                 |
|                                                                                     | Progresistas                                                                        | 20.781                                                                              | 4,84                                                                                |                                                                                     |                                                                                                 |
|                                                                                     | Frente de Izquierda y de los Trabajadores                                           | 15.238                                                                              | 3,55                                                                                |                                                                                     |                                                                                                 |
| Votos positivos                                                                     | Votos positivos                                                                     | 429.522                                                                             | 86,92                                                                               |                                                                                     |                                                                                                 |
| Votos en blanco                                                                     | Votos en blanco                                                                     | 61.500                                                                              | 12,45                                                                               |                                                                                     |                                                                                                 |
| Votos nulos                                                                         | Votos nulos                                                                         | 3.141                                                                               | 0,64                                                                                |                                                                                     |                                                                                                 |
| Participación                                                                       | Participación                                                                       | 494.163                                                                             | 79,77                                                                               |                                                                                     |                                                                                                 |
| Electores registrados                                                               | Electores registrados                                                               | 619.436                                                                             | 100                                                                                 |                                                                                     |                                                                                                 |

#### 2019
| Senado de la provincia de Buenos Aires Resultados 6.º Sección Electoral 6 Senadores | Senado de la provincia de Buenos Aires Resultados 6.º Sección Electoral 6 Senadores | Senado de la provincia de Buenos Aires Resultados 6.º Sección Electoral 6 Senadores | Senado de la provincia de Buenos Aires Resultados 6.º Sección Electoral 6 Senadores | Senado de la provincia de Buenos Aires Resultados 6.º Sección Electoral 6 Senadores | Senado de la provincia de Buenos Aires Resultados 6.º Sección Electoral 6 Senadores |
| Partido/Alianza                                                                     | Partido/Alianza                                                                     | Votos                                                                               | %                                                                                   | Bancas                                                                              | Electos                                                                             |
| ----------------------------------------------------------------------------------- | ----------------------------------------------------------------------------------- | ----------------------------------------------------------------------------------- | ----------------------------------------------------------------------------------- | ----------------------------------------------------------------------------------- | ----------------------------------------------------------------------------------- |
|                                                                                     | Juntos por el Cambio                                                                | 242.676                                                                             | 51,03                                                                               | 3/6                                                                                 | 1. Andrés De Leo 2. Nidia Alicia Moirano 3. David Abel Hirtz                        |
|                                                                                     | Frente de Todos                                                                     | 191.439                                                                             | 40,25                                                                               | 3/6                                                                                 | 1. Alfredo Rubén Fisher 2. Ayelén Duran 3. Marcelo Enrique Feliú                    |
|                                                                                     | Consenso Federal                                                                    | 19.877                                                                              | 4,18                                                                                |                                                                                     |                                                                                     |
|                                                                                     | Frente de Izquierda y de Trabajadores - Unidad                                      | 12.962                                                                              | 2,73                                                                                |                                                                                     |                                                                                     |
|                                                                                     | Frente NOS                                                                          | 8.641                                                                               | 1,82                                                                                |                                                                                     |                                                                                     |
| Votos positivos                                                                     | Votos positivos                                                                     | 475.595                                                                             | 92,76                                                                               |                                                                                     |                                                                                     |
| Votos en blanco                                                                     | Votos en blanco                                                                     | 33.760                                                                              | 6,58                                                                                |                                                                                     |                                                                                     |
| Votos nulos                                                                         | Votos nulos                                                                         | 3.380                                                                               | 0,66                                                                                |                                                                                     |                                                                                     |
| Participación                                                                       | Participación                                                                       | 512.735                                                                             | 80,03                                                                               |                                                                                     |                                                                                     |
| Electores registrados                                                               | Electores registrados                                                               | 640.670                                                                             | 100                                                                                 |                                                                                     |                                                                                     |

### Elecciones Primarias para Intendente Bahía Blanca 2023
|  | 51,18 % |

|  | 33,58 % |

|  | 48,82 % |

#### Elecciones Intendente Bahía Blanca 2023[13]
| Candidato           | Alianza/Coalición    | votos  | Porcentaje | Concejales |
| ------------------- | -------------------- | ------ | ---------- | ---------- |
| Federico Susbielles | Unión por la Patria  | 63.710 | 36,66%     | 5          |
| Oscar Liberman      | La Libertad Avanza   | 56.254 | 32,37%     | 4          |
| Nidia Moirano       | Juntos por el Cambio | 43.396 | 24,97%     | 3          |

Concejales (3): Marcos Streitenberger, Fabiana Ungaro y Emiliano Álvarez Porte